# Bellevue (Iowa)
Bellevue es una ciudad situada en el condado de Jackson, en el estado de Iowa, Estados Unidos. Según el censo de 2000 tenía una población de 2350 habitantes.

## Geografía
Según la Oficina del Censo de los Estados Unidos, la localidad tiene un área total de 2,70 km², de los cuales 2,52 km² corresponden a tierra firme y el restante 0,18 km² a agua, que representa el 6,62% de la superficie total de la localidad.

## Demografía
Según el censo de 2000, había 2350 personas, 942 hogares y 629 familias residiendo en la localidad. La densidad de población era de 930,78 hab./km². Había 1.012 viviendas con una densidad media de 402,8 viviendas/km². El 99,79% de los habitantes eran blancos, el 0,04% asiáticos y el 0,17% pertenecía a dos o más razas. El 0,47% de la población eran hispanos o latinos de cualquier raza.
Según el censo, de los 942 hogares, en el 32,2% había menores de 18 años, el 56,6% pertenecía a parejas casadas, el 7,7% tenía a una mujer como cabeza de familia, y el 33,2% no eran familias. El 29,7% de los hogares estaba compuesto por un único individuo, y el 17,8% pertenecía a alguien mayor de 65 años viviendo solo. El tamaño promedio de los hogares era de 2,41 personas, y el de las familias de 3,01.
La población estaba distribuida en un 25,4% de habitantes menores de 18 años, un 6,4% entre 18 y 24 años, un 25,1% de 25 a 44, un 20,7% de 45 a 64, y un 22,3% de 65 años o mayores. La media de edad era 40 años. Por cada 100 mujeres había 91,7 hombres. Por cada 100 mujeres de 18 años o más, había 86,9 hombres.
Los ingresos medios por hogar en la localidad eran de 35.293 dólares ($), y los ingresos medios por familia eran 44.438 $. Los hombres tenían unos ingresos medios de 35.507 $ frente a los 20.791 $ para las mujeres. La renta per cápita para la ciudad era de 15.928 $. El 7,3% de la población y el 5,0% de las familias estaban por debajo del umbral de pobreza. El 5,3% de los menores de 18 años y el 13,1% de los habitantes de 65 años o más vivían por debajo del umbral de pobreza.